# Cyperus semiochraceus
Cyperus semiochraceus är en halvgräsart som beskrevs av Johann Otto Boeckeler. Cyperus semiochraceus ingår i släktet papyrusar, och familjen halvgräs. Inga underarter finns listade i Catalogue of Life.